# إديث دياز
إديث دياز (بالإنجليزية: Edith Diaz)‏ هي ممثلة أمريكية، ولدت في 23 أكتوبر 1949 في بورتوريكو في الولايات المتحدة، وتوفيت في 19 ديسمبر 2009 في لوس أنجلوس في الولايات المتحدة.

## وصلات خارجية
- إديث دياز على موقع IMDb (الإنجليزية)
- إديث دياز على موقع ألو سيني (الفرنسية)
- إديث دياز على موقع أول موفي (الإنجليزية)
- إديث دياز على موقع قاعدة بيانات الأفلام السويدية (السويدية)
- إديث دياز على موقع ديسكوغز (الإنجليزية)
- إديث دياز على موقع قاعدة بيانات الفيلم (الإنجليزية)
- إديث دياز على موقع كينوبويسك (الروسية)